# Roadracing-VM 1986
Roadracing-VM 1986 kördes över 11 race.
| Klass       | Mästare individuellt                           | Mästare konstruktörer |
| ----------- | ---------------------------------------------- | --------------------- |
| 500GP       | Eddie Lawson (Yamaha)                          | Yamaha                |
| 250GP       | Carlos Lavado (Yamaha)                         | Honda                 |
| 125GP       | Luca Cadalora (Garelli)                        | Garelli               |
| 80GP        | Jorge Martínez (Derbi)                         | Derbi                 |
| Sidvagn     | Egbert Streuer/Bernard Schnieders (LCR-Yamaha) | LCR-Yamaha            |
| Formula TT1 | Joey Dunlop (Honda)                            | -                     |
| Formula TT2 | Brian Reid (Yamaha)                            | -                     |
| Endurance   | Patrick Igoa (Honda)                           | -                     |

## 500 GP
Eddie Lawson vann sin andra VM-titel i kungaklassen.

### Delsegrare
| Bana         | Vinnare       | Märke  |
| ------------ | ------------- | ------ |
| Jarama       | Wayne Gardner | Honda  |
| Monza        | Eddie Lawson  | Yamaha |
| Nürburgring  | Eddie Lawson  | Yamaha |
| Salzburgring | Eddie Lawson  | Yamaha |
| Rijeka       | Eddie Lawson  | Yamaha |
| Assen        | Wayne Gardner | Honda  |
| Spa          | Randy Mamola  | Yamaha |
| Le Mans      | Eddie Lawson  | Yamaha |
| Silverstone  | Wayne Gardner | Honda  |
| Anderstorp   | Eddie Lawson  | Yamaha |
| Misano       | Eddie Lawson  | Yamaha |

### Slutställning
| Placering | Förare           | Team             | Poäng |
| --------- | ---------------- | ---------------- | ----- |
| 1         | Eddie Lawson     | Marlboro Yamaha  | 139   |
| 2         | Wayne Gardner    | Rothmans Honda   | 117   |
| 3         | Randy Mamola     | Kool Yamaha      | 105   |
| 4         | Mike Baldwin     | Kool Yamaha      | 78    |
| 5         | Rob McElnea      | Marlboro Yamaha  | 60    |
| 6         | Christian Sarron | Gauloises Yamaha | 58    |

## 250GP
Klassen vanns av venezuelanen Carlos Lavado, som tog sex segrar för Yamaha, och säkrade en dubbel för Yamaha i VM-titlar.

### Delsegrare
| Bana         | Vinnare          | Märke  |
| ------------ | ---------------- | ------ |
| Jarama       | Carlos Lavado    | Yamaha |
| Monza        | Anton Mang       | Honda  |
| Nürburgring  | Carlos Lavado    | Yamaha |
| Salzburgring | Carlos Lavado    | Yamaha |
| Rijeka       | Sito Pons        | Honda  |
| Assen        | Carlos Lavado    | Yamaha |
| Spa          | Sito Pons        | Honda  |
| Le Mans      | Carlos Lavado    | Yamaha |
| Silverstone  | Dominique Sarron | Yamaha |
| Anderstorp   | Carlos Lavado    | Yamaha |
| Misano       | Tadahiko Taira   | Yamaha |

### Slutställning
| Placering | Förare              | Märke  | Poäng |
| --------- | ------------------- | ------ | ----- |
| 1         | Carlos Lavado       | Yamaha | 114   |
| 2         | Sito Pons           | Honda  | 108   |
| 3         | Dominique Sarron    | Yamaha | 72    |
| 4         | Anton Mang          | Honda  | 65    |
| 5         | Jean-François Baldé | Honda  | 63    |
| 6         | Martin Wimmer       | Yamaha | 56    |

## 125GP
Klassen vanns av Luca Cadalora, i sin tredje säsong i karriären. Han skulle senare bli en känd förare i högre klasser.

### Delsegrare
| Bana         | Vinnare            | Märke   |
| ------------ | ------------------ | ------- |
| Jarama       | Fausto Gresini     | Garelli |
| Monza        | Fausto Gresini     | Garelli |
| Nürburgring  | Luca Cadalora      | Garelli |
| Salzburgring | Luca Cadalora      | Garelli |
| Assen        | Luca Cadalora      | Garelli |
| Spa          | Domenico Brigaglia | MBA     |
| Le Mans      | Luca Cadalora      | Garelli |
| Silverstone  | August Auinger     | Bartol  |
| Anderstorp   | Fausto Gresini     | Garelli |
| Misano       | August Auinger     | Bartol  |
| Hockenheim   | Fausto Gresini     | Garelli |

### Slutställning
| Placering | Förare             | Märke   | Poäng |
| --------- | ------------------ | ------- | ----- |
| 1         | Luca Cadalora      | Garelli | 122   |
| 2         | Fausto Gresini     | Garelli | 114   |
| 3         | Domenico Brigaglia | MBA     | 81    |
| 4         | August Auinger     | Bartol  | 60    |
| 5         | Ezio Gianola       | MBA     | 57    |
| 6         | Bruno Kneubühler   | LCR     | 54    |

## 80GP
Jorge Martínez vann sin första VM-titel, körandes en Derbi.

### Delsegrare
| Bana         | Vinnare            | Märke   |
| ------------ | ------------------ | ------- |
| Jarama       | Jorge Martínez     | Derbi   |
| Monza        | Stefan Dörflinger  | Krauser |
| Nürburgring  | Manuel Herreros    | Derbi   |
| Salzburgring | Jorge Martínez     | Derbi   |
| Rijeka       | Jorge Martínez     | Derbi   |
| Assen        | Jorge Martínez     | Derbi   |
| Silverstone  | Ian McConnachie    | Krauser |
| Misano       | Pier Paolo Bianchi | Seel    |
| Hockenheim   | Gerhard Waibel     | Real    |

### Slutställning
| Placering | Förare            | Märke   | Poäng |
| --------- | ----------------- | ------- | ----- |
| 1         | Jorge Martínez    | Derbi   | 94    |
| 2         | Manuel Herreros   | Derbi   | 85    |
| 3         | Stefan Dörflinger | Krauser | 82    |
| 4         | Hans Spaan        | Huvo    | 57    |
| 5         | Gerhard Waibel    | Real    | 51    |
| 6         | Ian McConnachie   | Krauser | 50    |